# Liburnia Jazz
Liburnia Jazz, hrvatska je neprofitna i Nevladina udruga udruga sa sjedištem u Lovranu kojoj je cilj njegovanje i promicanje kulture i umjetnosti. Misija udruge je približiti jazz publici i publiku približiti jazzu, odnosno približiti jazz glazbu onima još nenaviklim na jazz, tj. osobama koje smatraju da je to glazba koju slušaju samo glazbenici, zatvorena glazbena forma koja privlači vrlo isključivu publiku. Publici pružaju program koji zadovoljava najzagriženije ljubitelje jazza, ali i privuče do tada nesklonog slušatelja. Program čine festivali i radionice. Dio radionica namijenjen je profesionalnom usavršavanju glazbenika. Druga, velika skupina radionica namijenjena je najširoj publici, glazbenim laicima koji žele saznati nešto više o glazbi koja ih zanima ili o umjetniku koji ih insprira. To su tzv. jazz talks – neformalni razgovori u kojima publika može slobodno postavljati pitanja o umjetnickom životu nekog glazbenika koji se tom prigodom predstavlja u sasvim drugacijem svjetlu. Od 2001. godine udruga organizira međunarodni Liburnia Jazz Festival & Workshops u Lovranu i Opatiji, a od 2005. i Liburnia Jazz Ex Tempore u Opatiji.